# Kevin Ceballo
Kevin Ceballo (* 1977 in New York City) ist ein US-amerikanischer Salsasänger puerto-ricanischer Abstammung.

## Werdegang
Seine Eltern wanderten von Puerto Rico nach Manhattan aus, wo Kevin Ceballo 1977 geboren wurde. Sie waren von strengem protestantischen Glauben, nahmen am Gospelchor ihrer Gemeinde teil und verboten ihrem Sohn, Salsa oder andere Unterhaltungsmusik zu hören. Kevin Ceballo interessierte sich trotz des Verbotes seiner Eltern immer mehr für den Salsa. Auf der New Yorker High School of the Performing Arts strebte er eine Gesangskarriere an und sang in seiner Freizeit für eine lokale Salsaband. 1997 trat er der Band des Pianisten Isidro Infante bei, zusammen nahmen sie das Album „Licencia Para Engañar“ auf, welches 1998 erschien. Zusammen mit der Band hatte er zahlreiche internationale Auftritte. Für La India sang er back-up auf ihrer CD „Sobre el Fuego“. Im Jahr 2000 startete Kevin Ceballo seine Solokarriere und produzierte „Mi Primer Amor“, welches weitere Eigenkompositionen „Que Clase de Hombre“ und „Quiero Bailar“ von ihm enthielt. Mit diesem Album kam er in die Latin Music Charts und erhielt den Titel „New Artist of the Year“. Es folgten gemeinsame Auftritte mit 
Celia Cruz, Tito Puente und Eddie Palmieri. 2002 hatte er zusammen mit Celia Cruz ein Konzert auf dem Verizon Music Festival in Washington DC und 2003 sang er zusammen mit Jimmy Bosch im New Yorker Copacabana Nightclub. 2003 nahm er zusammen mit Infante und Universal Records sein viertes Album „Yo Soy Ese Hombre“ auf, welches mit dem Titel „Eternamente Te Amaré“ eine Salsainterpretation des Duetts von Angela Via and Frankie Negrón aus dem Jahr 2000 enthielt. „Yo Soy Ese Hombre“ wurde zu einem großen Erfolg. 2004 war er der Hauptact auf dem „Latino Fest“ im  Patterson Park in Baltimore, Maryland.

## Diskografie
- Mi Primer Amor  (2000)
- My First Love  (2001)
- Salsa Caliente I  (2001)
- Yo Soy Ese Hombre  (2003)
- Shake That Body  (2004)
- Renacer   (2007)
- Got Mambo?    (2010)
- Salsa Caliente II  (2011)

## Preise und Auszeichnungen
- „Sobre el Fuego“ Nominierung für Grammy Award (1999?)